# Slovak Share Index
Der Slovak Share Index (SAX) ist ein slowakischer Aktienindex der Börse Bratislava.
Die erstmalige Wertstellung des slowakischen Aktienindex SAX erfolgte am 14. September 1993 bei 100 Zählern. Im SAX sind aktuell sieben Aktien enthalten. Die größten Gewichtungen entfallen hierbei auf die Banken- und die Rohstoffbranche. Der SAX ist ein kapitalgewichteter Index, der die Marktkapitalisierung der sieben Aktien mit der Marktkapitalisierung derselben Aktien an einem Referenztag vergleicht. Preisschwankungen sowie Dividendenzahlungen werden im Index eingepreist. Bis zum 30. Juni 2001 wurde der Index auf Basis von Durchschnittspreisen gebildet. Seit dem 1. Juli 2001 wird der Indexwert jedoch anhand der Schlusskurse des Vortags berechnet.